# 許斯泰利巴赫河
47°19′43″N 8°24′46″E / 47.32862°N 8.41285°E

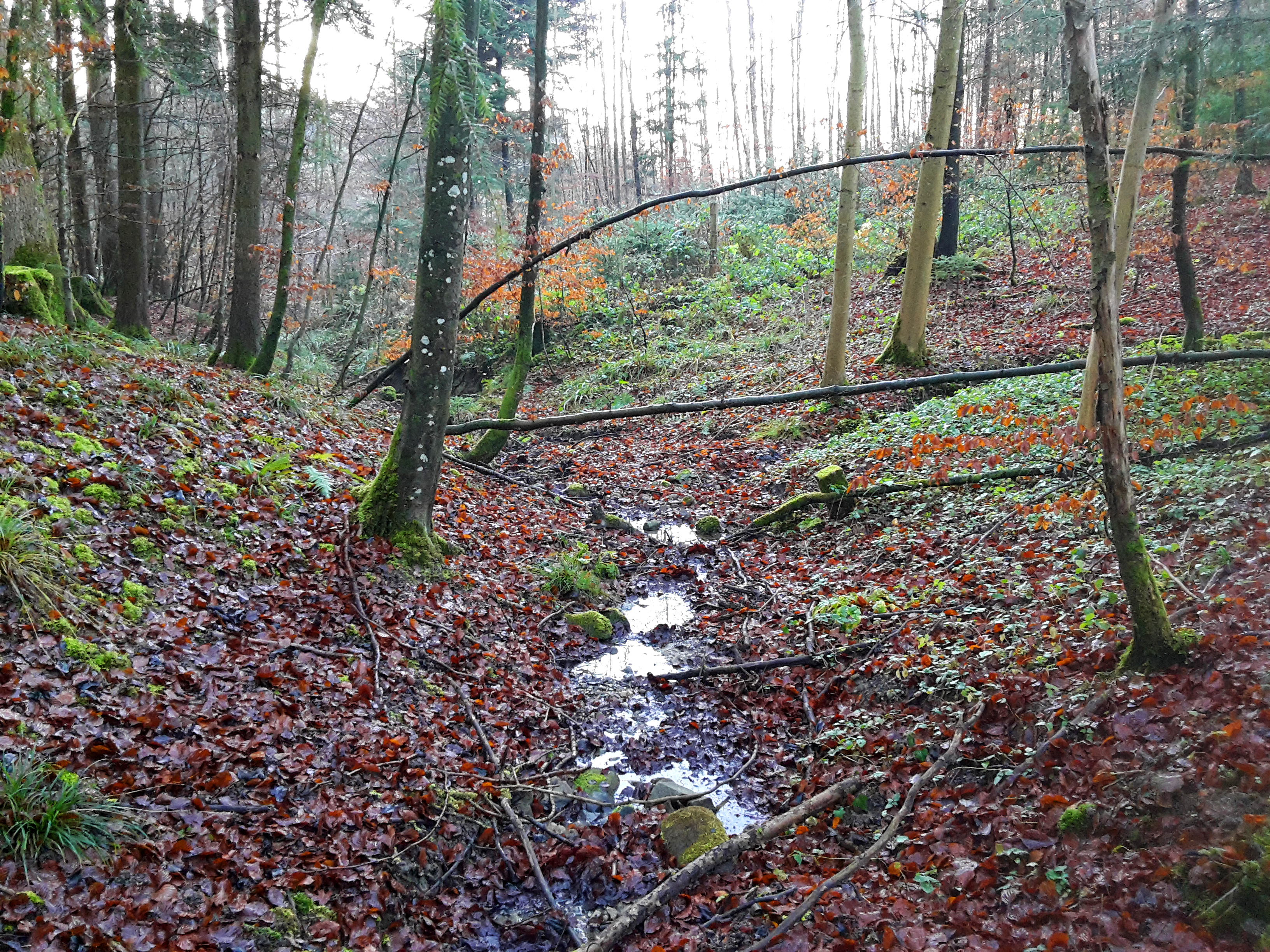

許斯泰利巴赫河是瑞士的河流，位於該國北部，流經阿爾高州和蘇黎世州，屬於蓋斯韋德巴赫河的右支流，河道全長0.5公里，河畔城鎮有埃施和上維爾-利利。